# 蒸氣量
蒸氣量（英語：vapor quality）也稱為蒸氣乾度，是一熱力學的性質，可量化描述蒸氣可產生機械能的能力，流體中的蒸氣量定義為蒸氣質量佔總質量的比例。飽和蒸氣的蒸氣量為100%，飽和液體的蒸氣量為0%。例如在分析郎肯循環時就需要根據工作流體的蒸氣量來進行細步的分析。
蒸氣量為一內含性質，可以和其他內含性質一起描述一熱力學系統中工作流體的熱力學狀態。蒸氣量只能定義在有不同相態混合的熱力學系統，其他的熱力學系統（例如壓縮液體或是過熱流體）中蒸氣量沒有意義。
蒸氣量的符號為{\displaystyle \chi }，可以用蒸氣質量除以總混合物的質量來求得：
{\displaystyle \chi ={\frac {m_{vapor}}{m_{total}}}}
其中{\displaystyle m}表示質量。